# Gunnar Söderström (militär)
Björn Gunnar Söderström, född 5 maj 1952 i Umeå, är en svensk officer i Armén.

## Biografi
Söderström blev fänrik i Armén 1974. Han befordrades 1976 till löjtnant, 1977 till kapten, 1983 till major, 1991 till överstelöjtnant, 1996 till överstelöjtnant med särskild tjänsteställning och 1998 till överste.
Söderström inledde sin militära karriär i Armén vid Västerbottens regemente (I 20). Åren 1986–1991 tjänstgjorde han vid generalstaben och var detaljchef vid Arméstaben (Ast). Åren 1991–1996 tjänstgjorde han vid Lapplandsbrigaden (NB 20) i Umeå. Åren 1996–1998 tjänstgjorde han vid Norra militärområdesstaben (Milo N) i Boden. Åren 1998–2000 var han chef för Norrlands ingenjörkår (Ing 3) i Boden. Åren 2000–2004 var han chef för Norrlands dragonregemente (K 4) i Arvidsjaur. Åren 2004–2012 var han chef för Totalförsvarets skyddscentrum i Umeå. Under 2008 var han tjänstledig från sin befattning vid Totalförsvarets skyddscentrum, då han tjänstgjorde vid FS14 som chef för svenska Operational Mentoring and Liasion Teams (OMLT) som en del av Svenska insatsen i Afghanistan.